# Yscir
Yscir ou Ysgir est une communauté du Powys, au pays de Galles.

## Géographie
La communauté d'Yscir est située dans le sud du Powys, dans le comté historique du Brecknockshire, au nord-ouest de la ville de Brecon. Elle doit son nom à l'Ysgir (en), un affluent de l'Usk qui la traverse du nord au sud. Elle comprend les villages et hameaux d'Aberyscir (en), Battle (en) et Cradoc (en).

## Histoire
Le ward (district électoral) d'Yscir se distingue lors des élections locales du 4 mai 2017 en étant le seul de tout le pays de Galles où aucun candidat ne se présente pour succéder à la conseillère sortante, Gillian Thomas, qui ne se représente pas. Six candidats finissent par se déclarer et c'est celui du Parti conservateur qui est élu le 21 juin.

## Démographie
Au recensement de 2011, la communauté d'Yscir comptait 424 habitants.